# Aureliano (console 400)
Aureliano (latino: Aurelianus; fl. 393-416) è stato un politico romano di età imperiale.

## Biografia
Praefectus urbi di Costantinopoli dal 393 al 394, Aureliano venne elevato alla prefettura del pretorio d'Oriente dal goto Gainas nell'agosto del 399, al posto del proprio fratello Eutichiano, che era stato scelto da Eutropio, un avversario di Gainas. Divenuto il più potente funzionario civile della corte di Arcadio, Aureliano si occupò del processo a Eutropio, che iniziò a Calcedonia nel settembre di quell'anno.
Venne nominato console per l'anno 400, ma il suo collega d'Occidente, il magister militum Stilicone non lo riconobbe, in un atto di aperto scontro con la corte orientale e in particolare con Gainas. All'inizio del 400 era ancora prefetto, quando ricevette l'ordine di confiscare le proprietà di Eutropio e di distruggerne le statue.
A metà aprile 400, Gainas si recò a Costantinopoli, dove obbligò Arcadio a consegnargli Aureliano e Saturnino: Aureliano fu deposto e condannato a morte, mandandolo in esilio (sebbene le sue proprietà non venissero confiscate) e lasciando l'Oriente senza console. Dopo la sconfitta dei Goti a Costantinopoli 12 luglio 400, Aureliano fece un trionfale ritorno nella capitale, anche se non ebbe indietro il suo titolo consolare. Fu un personaggio importante all'interno del Senato fino a tarda età, tanto che il Senato gli dedicò una statua in oro; è noto dalle leggi a lui inviate e conservate nel Codice teodosiano che fu prefetto del pretorio per l'Oriente una seconda volta tra il 414 e il 416.
Era figlio del console del 361, Tauro, ed ebbe un figlio di nome Tauro, console nel 428. Aureliano era un cristiano: è noto che eresse un tempio al protomartire Stefano.

## Rappresentazioni di Aureliano
La figura di Osiride nell'opera Aegyptus sive de providentia di Sinesio di Cirene è stata identificata con Aureliano; in questa opera a Osiride si oppone Tifone, che rappresenta Eutichiano, e viene citato anche Horus, che raffigurerebbe Tauro. Sinesio era un aristocratico e un letterato africano, recatosi a Costantinopoli per una ambasciata, in occasione della quale conobbe Aureliano.